# Миран (оазис)
Миран — древний оазис и бывший город расположенный на южном краю пустыни Такла-Макан в Синьцзян-Уйгурском автономном районе Северо-Западного Китая. Находившийся в месте, где пустыня Лобнор встречается с горами Алтынтаг, Миран некогда был остановкой на знаменитом торговом пути, известном как Великий шёлковый путь. Сейчас этот район является малонаселённой, пыльной областью с плохими дорогами и минимальным количеством транспорта. Археологические раскопки с начала XX века обнаружили обширный буддийский монастырь, который существовал между II и V веками нашей эры, а также форт Миран, тибетское поселение VIII—IX веков нашей эры.

## Названия
Лайонел Джайлс записал следующие названия Мирана (с формами китайских названий в транскрипционной системе Уэйда — Джайлза, преобразованными в пиньинь):
«Юни», старая столица Лоулана [Бывшая Хань]
«Старый Восточный Город»; «Маленький Шаньшань» [Поздняя Хань]
Китун Чэн; Тун Чэн [Тан]
Миран [современное название].
В период тибетской оккупации (с середины VIII до середины IX веков) этот район был известен как Ноп Чунгу (nob chu ngu).

## История
В древние времена Миран был оживлённым торговым центром в южной части Великого Шёлкового пути, после того, как маршрут разделился на два (северный маршрут и южный маршрут), так как караваны торговцев пытались избежать путешествия через суровую пустыню (называемую китайцами «Море смерти») и Таримскую впадину. Это был также процветающий центр буддизма со многими монастырями и ступами. Приверженцы буддизма обходили крытые круглые ступы, в центральной колонне которых находились мощи Будды.
Миран был одним из небольших городов в Кроране (также известном как Лоулань), который был взят под контроль китайской династией Хань в третьем веке. После четвёртого века торговый центр пришёл в упадок. В середине восьмого века Миран стал городом-крепостью благодаря своему расположению в устье перевала на одном из маршрутов в Тибет. Именно здесь переправились тибетские войска, когда китайская армия отступила, чтобы бороться с повстанцами в центральном Китае. Тибетцы оставались там, используя старую ирригационную систему, пока Тибетская империя не потеряла свои территории в Центральной Азии примерно в середине девятого века.

## Археология

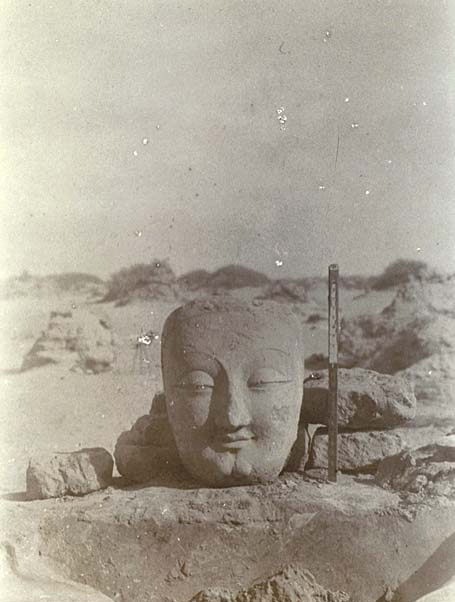
Вид на раскопки головы Будды в Миране, декабрь 1906 года

Руины в Миране состоят из большого прямоугольного форта, монастыря (в рассказах Стейна «Вихара»), нескольких ступ и множества сооружений из высушенного на солнце кирпича, расположенных относительно близко к древней караванной дороге к Дуньхуану, идущей с запада на восток. Многочисленные артефакты, найденные в Миране, демонстрируют обширные и сложные торговые связи, которые эти древние города имели с такими отдалёнными местами, как Средиземное море. Археологические свидетельства из Мирана показывает влияние буддизма на художественные произведения ещё в первом веке до нашей эры. Ранние буддийские скульптуры и фрески, найденные здесь, демонстрируют стилистическое сходство с традициями Центральной Азии и Северной Индии; на основе особенностей обнаруженных там художественных росписей предполагают, что Миран имел прямую связь с Римом и его провинциями. Этот романский стиль считается работой буддийского художника, известного как Тита (Тит), который, возможно, был римским художником, путешествовавшим на восток по Шёлковому пути в поисках работы. На территории Мирана было найдено несколько артефактов, в том числе луки и стрелы.

## Экспедиции и посетители
- 1876 год: Первым, кто упомянул это древнее место, был Николай Пржевальский. После второй экспедиции в регион он написал об очень большом разрушенном городе у озера Лобнор, которым, судя по его географическому положению на карте, был Миран[12].
- 1905 год: Американский геолог Элсуорт Хантингтон, первый, кто исследовал Миран, во время короткого посещения обнаружил форт, монастырь, две ступы и установил буддийский характер этого места.
- 1906—1907 годы: Аурель Стейн посетил и раскопал форт Миран и прилегающие к нему участки во время своей второй экспедиции в Центральную Азию, выполняя тщательные раскопки форта, обнаружив 44 комнаты (номера объектов M.I.i — M.I.xliv). Он раскопал другие объекты в этом районе, в основном к северу и западу от форта (номера объектов M.II — M.X), в том числе несколько храмов с хорошо сохранившимися буддийскими фресками и лепниной[13].
- 1902 и 1910 годы: Граф Отани Кодзуй отправил миссии из Киото в некоторые места Такла-Макана, в том числе в Миран, чтобы забрать буддийские тексты, настенные росписи и скульптуры[14].
- 1914 год: Аурель Стейн вернулся в Миран в ходе своей третьей экспедиции, раскопав другие объекты в этом районе (номера объектов M.XI — M.XV), которые представляли собой руины ступ и башен. Предметы, найденные в них, включали больше лепных изображений и деревянных резных предметов[15].
- 1957—1958 года: Профессор Хуан Венби возглавлявший группу из Института археологии АОН КНР, провёл Миране шесть дней. В 1983 году был опубликован отчёт, описывающий форт и две ступы / храм и ряд других находок.
- 1959: Команда из музея Синьцзяна провела десять дней в Миране, осматривая форт, храмовую территорию и жилые районы. Отчёт о результатах исследования был опубликован в 1960 году.
- 1965: Рао Рейфу, инженер, исследовал остатки крупной ирригационной системы в районе Миран и опубликовал свои выводы в 1982 году.
- 1973: Другая команда из музея Синьцзяна посетила объект, исследовала форт, храмы и ирригационную систему. Раскопки и артефакты, найденные здесь, описывались в отчёте Му Шунинга об экспедиции в 1983 году.
- 1978—1980: Самое обширное исследование места было проведено Хуан Сяоцзином и Чжан Пином из музея Синьцзян. В их отчёте 1985 года описываются форт, 8 ступ, 3 храмовых участка, 2 маяка, жилища, гробницы, печи для обжига и плавильни.
- 1988: Археологическая группа XJASS посетила объект и опубликовала отчёт, содержащий мало новой информации.
- 1989: Профессор Ван Бинхуа посетил несколько храмовых объектов.
- 1989: Криста Паула посетил Миран и опубликовала описание с фотографиями[16].
- 1996: Питер Юнг посетил Миран, опубликовав записи своих впечатлений и фотографии[17].